# 来苏槭
来苏槭（学名：Acer laisuense）为无患子科槭属的植物，是中国的特有植物。分布于中国大陆的四川等地，生长于海拔2,500米至3,000米的地区，多生在林边，目前已由人工引种栽培。